# Albertinum
Albertinum je novorenesanční budova nacházející se na východním konci Brühlovy terasy ve Starém městě v saských Drážďanech; název je přeneseně užíván i pro sbírku soch a plastik a galerii s názvem Noví mistři, které jsou v budově umístěny.

## Historie

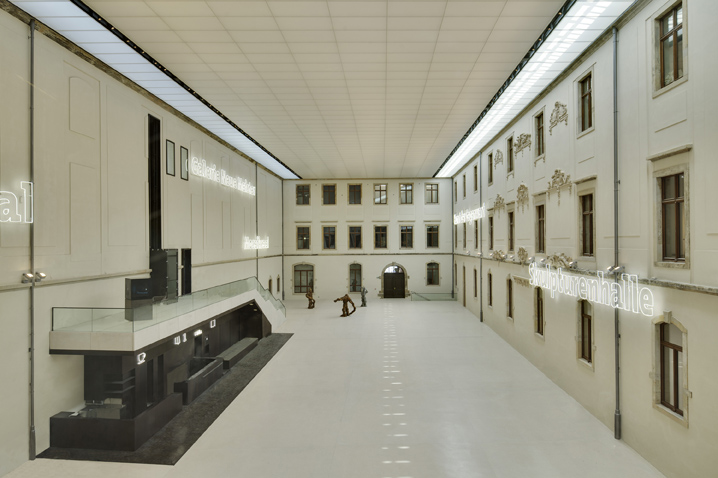
Lichthof uvnitř Albertina

Původní renesanční budovu nechal v letech 1559 - 1563 postavit kurfiřt August jako zbrojnici podle návrhu Caspara Voigt von Wierandta. Roku 1705 nechal August zvaný Silný budovu rozšířit. Po roce 1877 byly zbraně přesunuty do městské části Albertstadt na pravém břehu Labe a zbrojnice ztratila svou funkci.
Ke konci 19. století byla budova přestavěna na muzeum. Architektem přestavby se stal Carl Adolf Canzler. Roku 1889 byla přestavba dokončena a budova byla pojmenována Albertinum na počest saského krále Alberta.
Budova byla velmi poničena při bombardování Drážďan roku 1945, dočkala se však brzy opravy. Sbírka soch a plastik se po rekonstrukci budovy vrátila na své původní místo, avšak mnoho děl od Hermanna Prella bylo při bombardování zničeno. Od roku 1959 sem byly pro nedostatek výstavních prostorů umístěny části jiných sbírek, například sbírky porcelánu (Porzellansammlung), sbírky mincí (Münzkabinett) nebo část sbírky Grünes Gewölbe. Roku 1965 sem byla umístěna galerie Noví mistři. V červnu roku 2004 se výstava mincí (Münzkabinett) a Grünes Gewölbe vrátily zpět do Rezidenčního zámku (Rezidenzschloss).
Během povodní v srpnu 2002 byla budova silně poškozena a podzemní místnosti plné soch a obrazů byly zaplaveny. Zaměstnanci galerie zachraňovali díla na poslední chvíli. Po těchto špatných zkušenostech s podzemním depozitářem byl přijat návrh umístit depozitář do 17 metrové výšky. Přestavba byla finančně velmi náročná. Nemalou částkou přispěli mnozí umělci (např. Gerhard Richter a Georg Baselitz), kteří vydražili celkem 46 svých děl a přispěli 3,4 miliony Euro na přestavbu. Od ledna 2006 do 18. června 2010 bylo Albertinum kvůli stavebním pracím uzavřeno. Z galerie se stala pomyslná archa současného umění. Díky této rekonstrukci je Albertinum nyní jedno z nejmodernějších muzeí Evropy.

## Sbírky

### Sbírka soch a plastik
Sbírka soch a plastik v Albertinu obsahuje díla od první poloviny 19. století do současnosti. Výstava moderního sochařství začíná díly francouzského sochaře Auguste Rodina, považovaného za předchůdce různých stylů, které se objevovaly ve 20. století. Dále jsou zde například díla od Hermanna Glöcknera, Maxe Klingera a Tonyho Cragga.

### Galerie Noví mistři

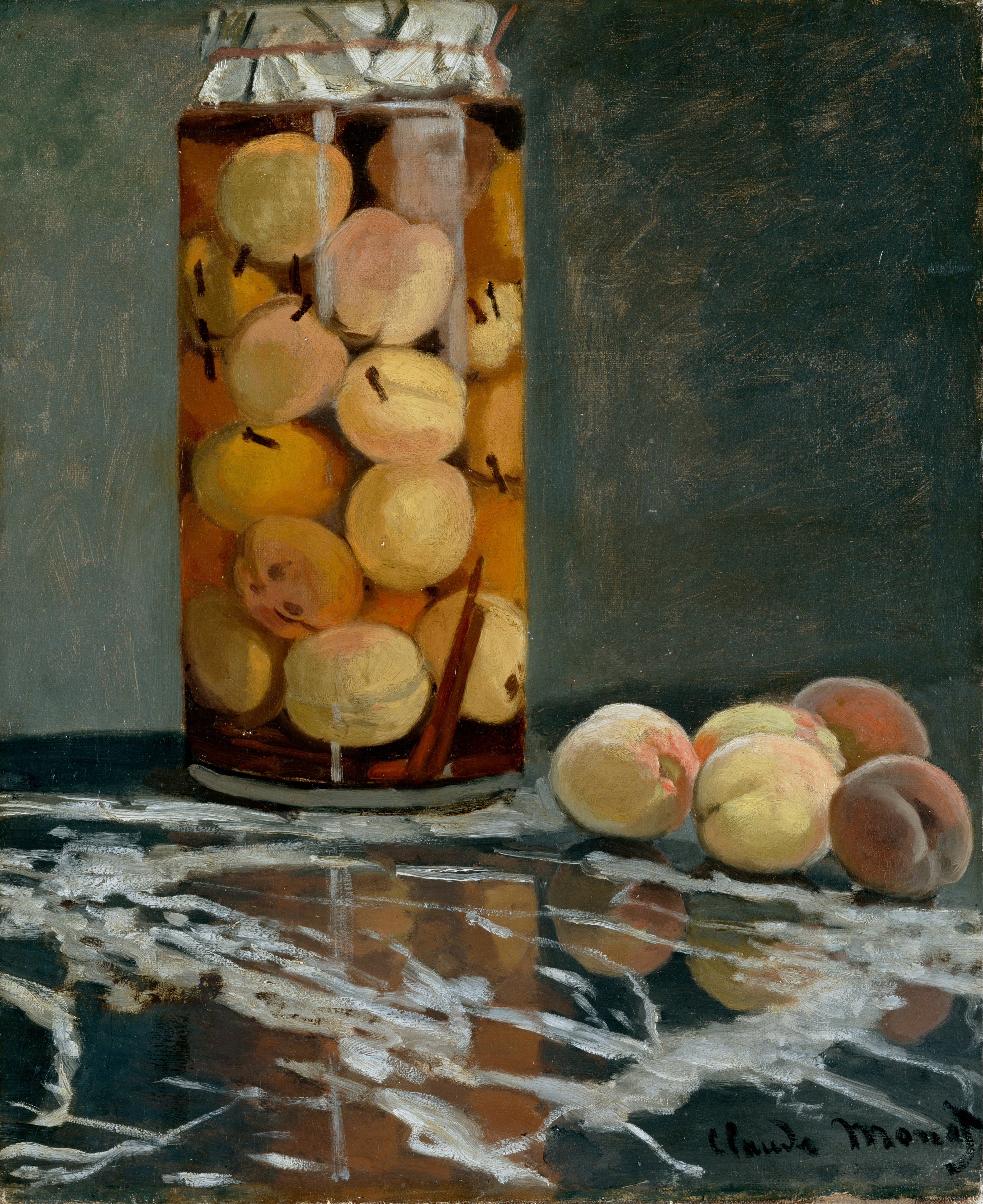
Claude Monet, Sklenice s broskvemi

Prohlídkový okruh v galerii Noví mistři je zahájen dílem průkopníka moderny a nejznámějšího německého umělce romantismu, Caspara Davida Friedricha (1774-1840). Po Friedrichovi následují v chronologickém pořadí další romantičtí umělci (Carl Gustav Carus, Johan Christian Dahl, Adrian Ludwig Richter), francouzští a němečtí impresionisté (Claude Monet, Edgar Degas, Max Liebermann, Max Slevogt) a expresionisté (Otto Dix). Dále také umělci Ernst Ludwig Kirchner, Karl Schmidt-Rottluff a představitelé drážďanské secese (Bernhard Kretzschmar, Carl Lohse). Prohlídkový okruh je zakončen díly Gerharda Richtera.

### Archiv Gerharda Richtera
Gerhard Richter je významný německý malíř, narozený roku 1932 v Drážďanech. Je autorem například nástěnné malby v Muzeu hygieny v Drážďanech, kterou vytvořil v roce 1958. Jeho archiv vznikl v únoru roku 2006 s jeho podporou a v úzké spolupráci s Atelierem umělců v Kolíně nad Rýnem. Archiv je hlavním zdrojem informací o tomto umělci. Nacházejí se zde všechny knihy, katalogy, noviny, fotografie či videa, která o Gerhardu Richterovi byla publikována. Podstatnou část archivu tvoří nepublikované dokumenty, písemnosti, korespondence a fotografie.